# Bathyphantes alameda
Bathyphantes alameda är en spindelart som beskrevs av Ivie 1969. Bathyphantes alameda ingår i släktet Bathyphantes och familjen täckvävarspindlar. Inga underarter finns listade.